# Погонич білокрилий
Погонич білокрилий (Sarothrura ayresi) — вид журавлеподібних птахів родини Sarothruridae.

## Поширення
Вид поширений в центральних високогірних районах Ефіопії та на сході ПАР. Залітні особини трапляються на півдні Зімбабве та Замбії. Мешкає серед гірських боліт.